# Тепехи-дель-Рио-де-Окампо
Тепехи-дель-Рио-де-Окампо (исп. Tepeji del Rio de Ocampo)  —   город и муниципалитет в Мексике, входит в штат Идальго. Население — 69 755 человек.

## История
Город основан в 1558 году.